# Microbatrachella capensis
Ếch vi mô (Microbatrachella capensis), ếch siêu nhỏ hay ếch Cape Flats, là một loài ếch dài dưới 2 cm thuộc họ Pyxicephalidae, đơn chi Microbatrachella.

## Miêu tả
Đây là một loài ếch rất nhỏ với mõm tròn và da mịn. Dài khoảng 18 mm, nó là một trong những loài nhỏ nhất trong khu vực nơi nó sinh sống. Màu sắc của nó thay đổi từ nâu xù với lốm đốm sẫm, đến rám nắng hoặc xanh lá cây, tùy thuộc vào quần thể. Mặt lưng màu nâu sẫm, lốm đốm nâu nhạt và có một dải màu nhạt chạy dọc theo mỗi bên sườn. Giữa hai mắt có một vạch sẫm và một đường nhạt hẹp dọc sống lưng. Phần dưới màu nâu nhạt và phần bụng có đốm trắng.

## Phân bố và sinh cảnh
Ếch vi mô là loài đặc hữu của khu vực Cape tây nam của Nam Phi, với một quần thể duy nhất được tìm thấy ở Cape Flats của Cape Town và một loạt quần thể ở phía đông của Vịnh False, từ Kogelberg đến Cape Agulhas.
Môi trường sống tự nhiên của nó là ở độ cao thấp, trong và xung quanh các vùng đất ngập nước nước ngọt nông, có thực vật ở ven biển, một thảm thực vật kiểu Địa Trung Hải bị chi phối bởi restios (Cape sậy). Thông thường, những vùng đất ngập nước này có một số khu vực có nước vĩnh viễn cùng với các khu vực khác bị ngập trong mùa mưa đông xuân.

## Hành vi
Ếch vi mô sống ở những vùng đất ngập nước ở ven biển, đầy cát, một loại đất trồng cây thạch nam được tìm thấy ở vùng Tây Cape của Nam Phi. Nó có liên quan đến các vết thấm và các vũng phù du, và phụ thuộc vào những vùng nước tối, có tính axit để sinh sản. Mùa sinh sản bắt đầu với sự xuất hiện của mùa mưa, thường là giữa tháng bảy và tháng chín. Trứng được gắn vào thảm thực vật và nòng nọc phát triển chậm. Trong mùa khô, những con ếch này tự chôn mình và làm tổ.

## Trạng thái
Loài ếch này có tổng diện tích phạm vi sinh sống là 7 km², phân bố bị chia cắt nghiêm trọng, và môi trường sống đất ngập nước đang bị suy thoái, chủ yếu bị đe dọa bởi hệ thống thoát nước cho sự phát triển của dải ven biển. Liên minh Bảo tồn Thiên nhiên Quốc tế đã đánh giá nó là "loài cực kỳ nguy cấp".